# Pierre Funck
Peter (Pierre) Funck (Luxemburg-Stad, 30 april 1846 – aldaar, 8 mei 1932) was een Luxemburgs architect. Hij wordt ook vermeld als Pierre Funck-Eydt.

## Leven en werk
Pierre Funck was een zoon van Michel Funck en Maria Weber. Zijn vader was metselaar, hij leverde ook materialen voor bouw- en metselwerkzaamheden. Pierre bezocht de Industrieschool in Luxemburg-Stad en studeerde architectuur aan de École Impériale et Spéciale des Beaux-Arts in Parijs (1864-1867) als leerling van Julien Hénard. Na zijn studie werkte hij met voormalig stadsarchitect Jean-François Eydt, die in 1869 een eigen bureau was begonnen. Ze werkten samen aan het bisschoppelijk convict en de stadsbaden in Luxemburg-Stad. In 1874 trouwde Funck met Eydts dochter Catharina Louise (Louise) Eydt (1848-1920). Uit hun huwelijk werden onder anderen de architect Paul Funck (1875-1939) en arts en auteur Charles Funck-Hellet (1883-1976) geboren.
In 1880 was Funck medeoprichter van de Société Anonyme du Casino de Luxembourg, opdrachtgever van de bouw van het Casino bourgeois in de hoofdstad, dat door Funck samen met Pierre Kemp werd ontworpen. Samen met Kemp hield hij ook toezicht op de bouw van Fondation Pescatore, een wooncomplex voor senioren dat was ontwerpen door Tony Dutreux.
In 1903 werd een landelijke competitie uitgeschreven voor de ontwerp van een nieuw gebouw ter vervanging van de oude Cercle in Luxemburg-Stad. De competitie vond plaats in twee rondes, waarvan de eerste werd gewonnen door Pierre Funck en de tweede door Paul Funck. Paul kreeg de verantwoordelijk voor de bouw van de Cercle municipal, die door hen samen werd uitgevoerd. Samen met de Münchense architect Max Ostenrieder ontwierp Pierre Funck het Kasteel Berg, de hoofdresidentie van de groothertogelijke familie. Funck ontving als erkenning voor zijn werk bij de bouw van het kasteel in 1911 het Ridderkruis van de Orde van Verdienste van Adolf van Nassau.
Pierre Funck overleed op 86-jarige leeftijd en werd begraven op de Cimetière Notre-Dame in Limpertsberg.

## Enkele werken
- 1870-1874 Bisschoppelijk convict 'd'Boulette'. Samen met schoonvader Jean-François Eydt.
- 1873-1875 Bains de la Ville, openbaar bad aan de Rue des Bains in Luxemburg-Stad. Samen met schoonvader Jean-François Eydt.
- 1876: Villa Brincour, hoek Boulevard Royal / Avenue Amélie, gebouwd als woonhuis voor advocaat Jean-Joseph Brincour. De villa werd in 1969 gesloopt om plaats te maken voor een bankgebouw. Alleen het portaal met de kolommen voor de toegangsdeur is bewaard gebleven.
- 1880-1882: Casino bourgeois aan de Rue Notre-Dame in Luxemburg-Stad.
- 1893: Maison Servais, hoek Boulevard Royal/Boulevard Roosevelt in Luxemburg-Stad, gebouwd als woonhuis voor politicus Émile Servais.
- 1897: Conrotseck (Conrotshoek), gevel in neorenaissancestijl voor het hoekgebouw rue du Marché-aux-Herbes/rue du Palais de Justice, Luxemburg-Stad in opdracht van zakenman Léon Conrot.
- 1899: lagere school in Beyren.
- 1903: Jozefkerk en parochie in Huncherange.
- 1904-1909: Cercle municipal in Luxemburg-Stad. Samen met Paul Funck.
- 1907-1911: Kasteel Berg in Colmar-Berg.
- Gebouwen voor de Internationale Bank in Saarbrücken en Metz.

### Galerij

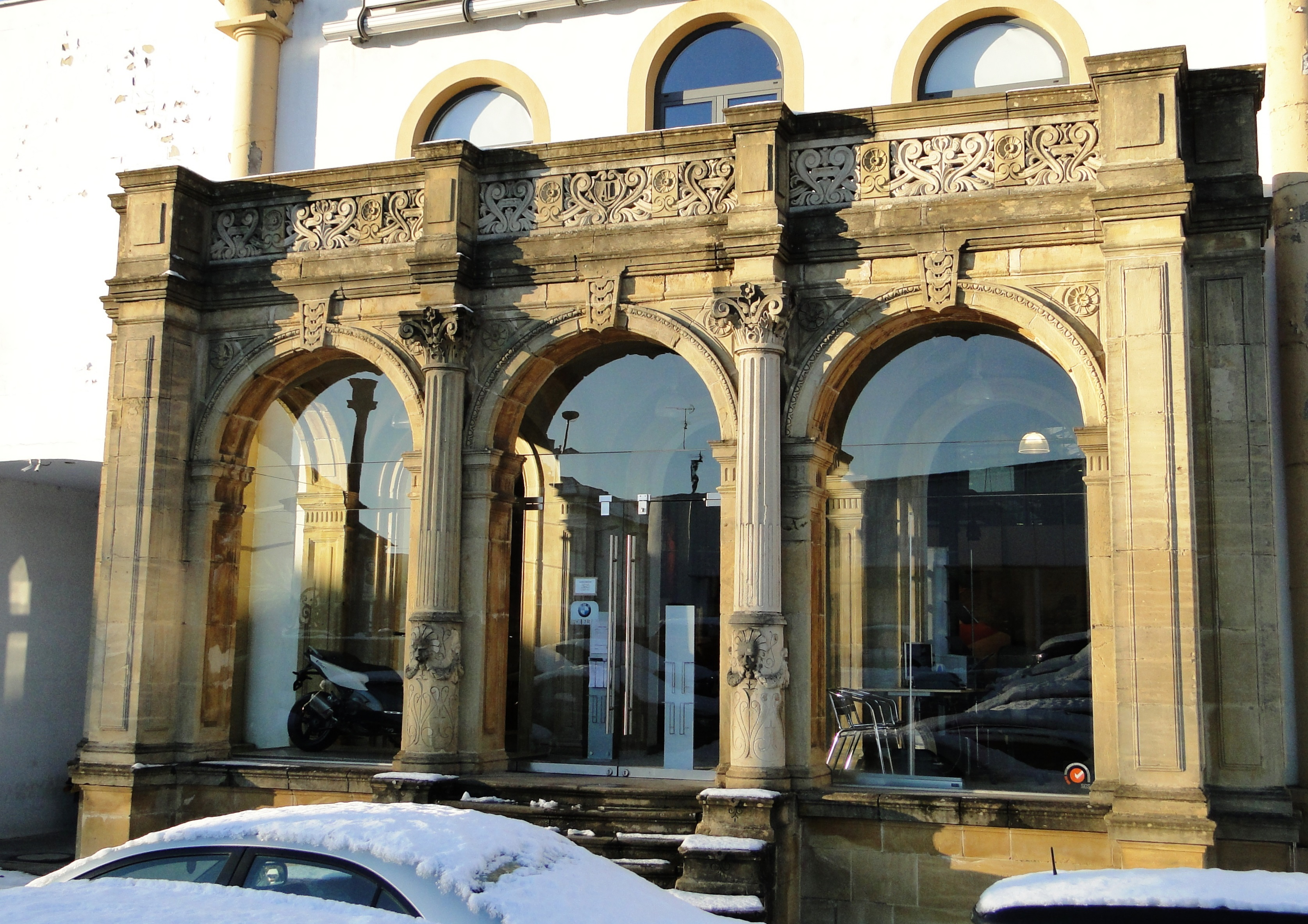
Portaal van de villa Brincour
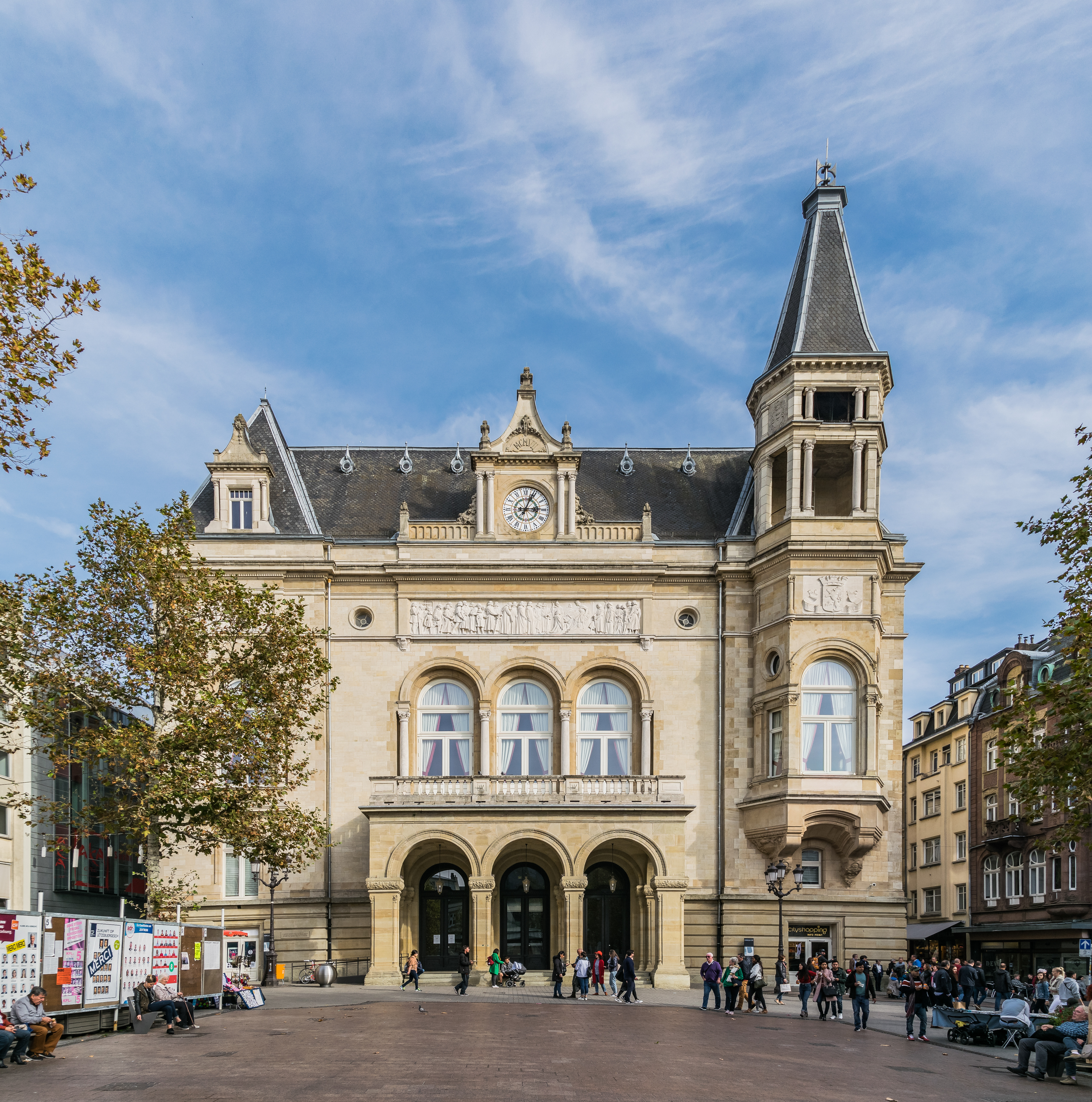
Cercle municipal
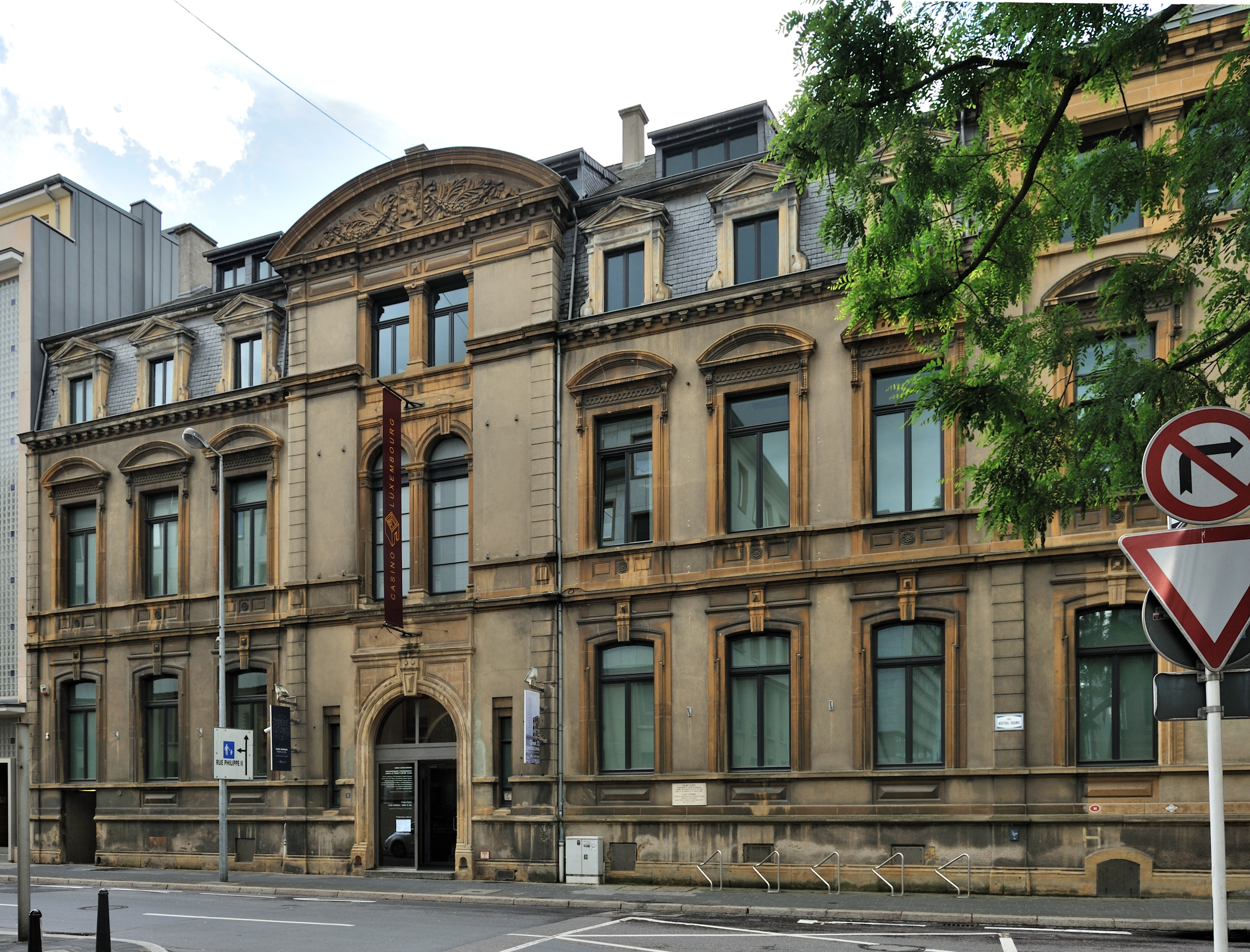
Casino bourgeois
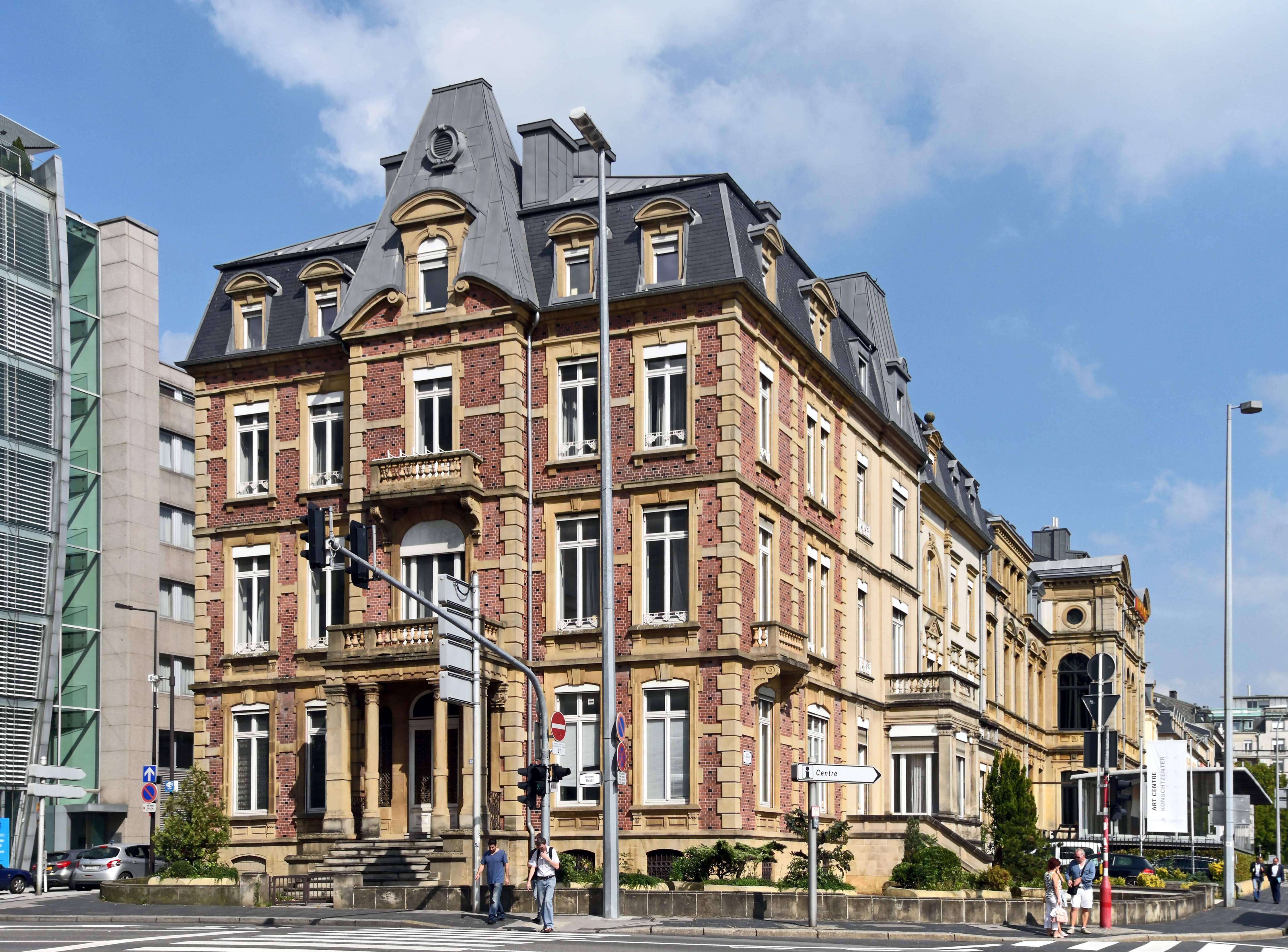
Maison Servais
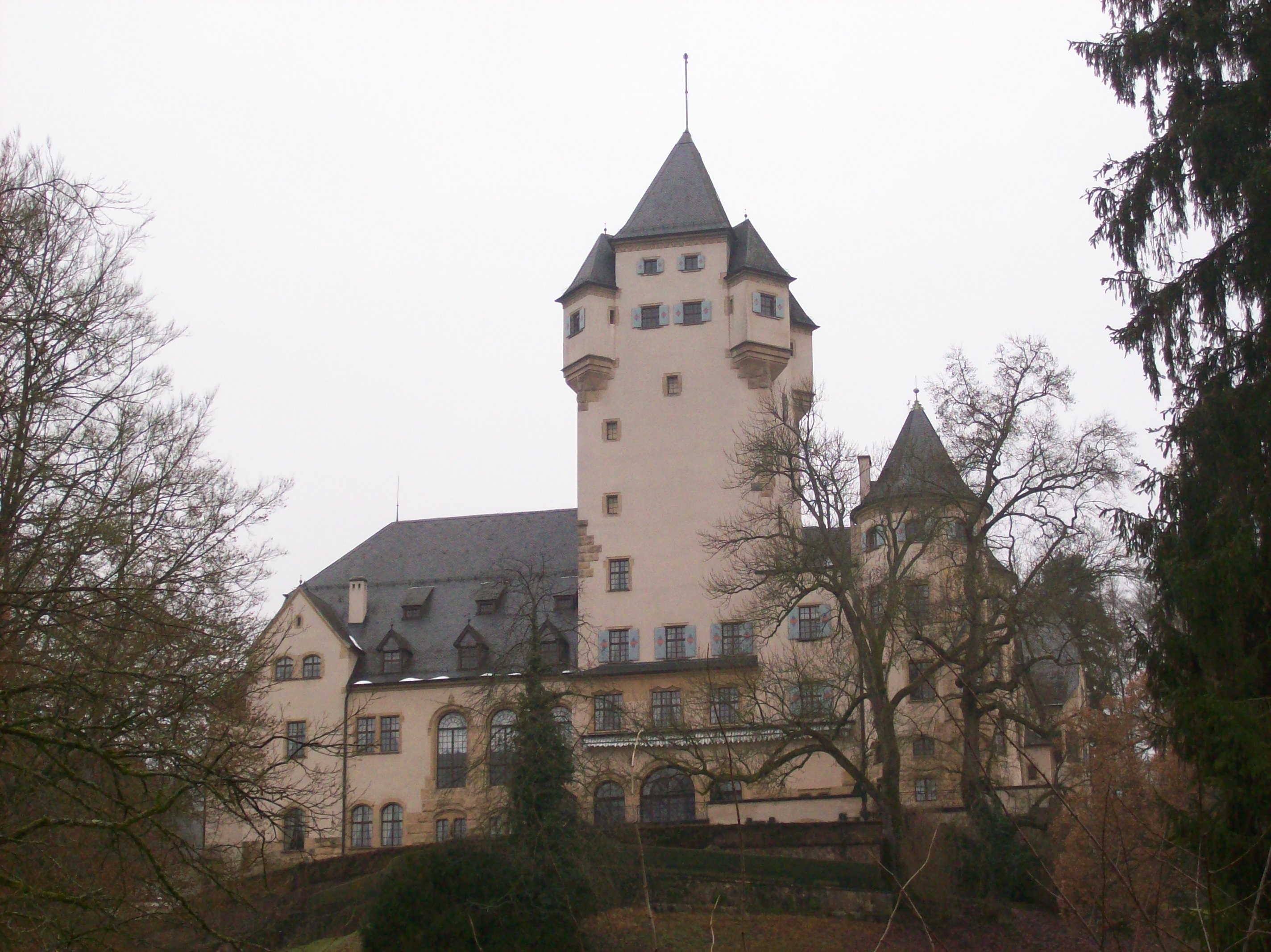
Kasteel Berg
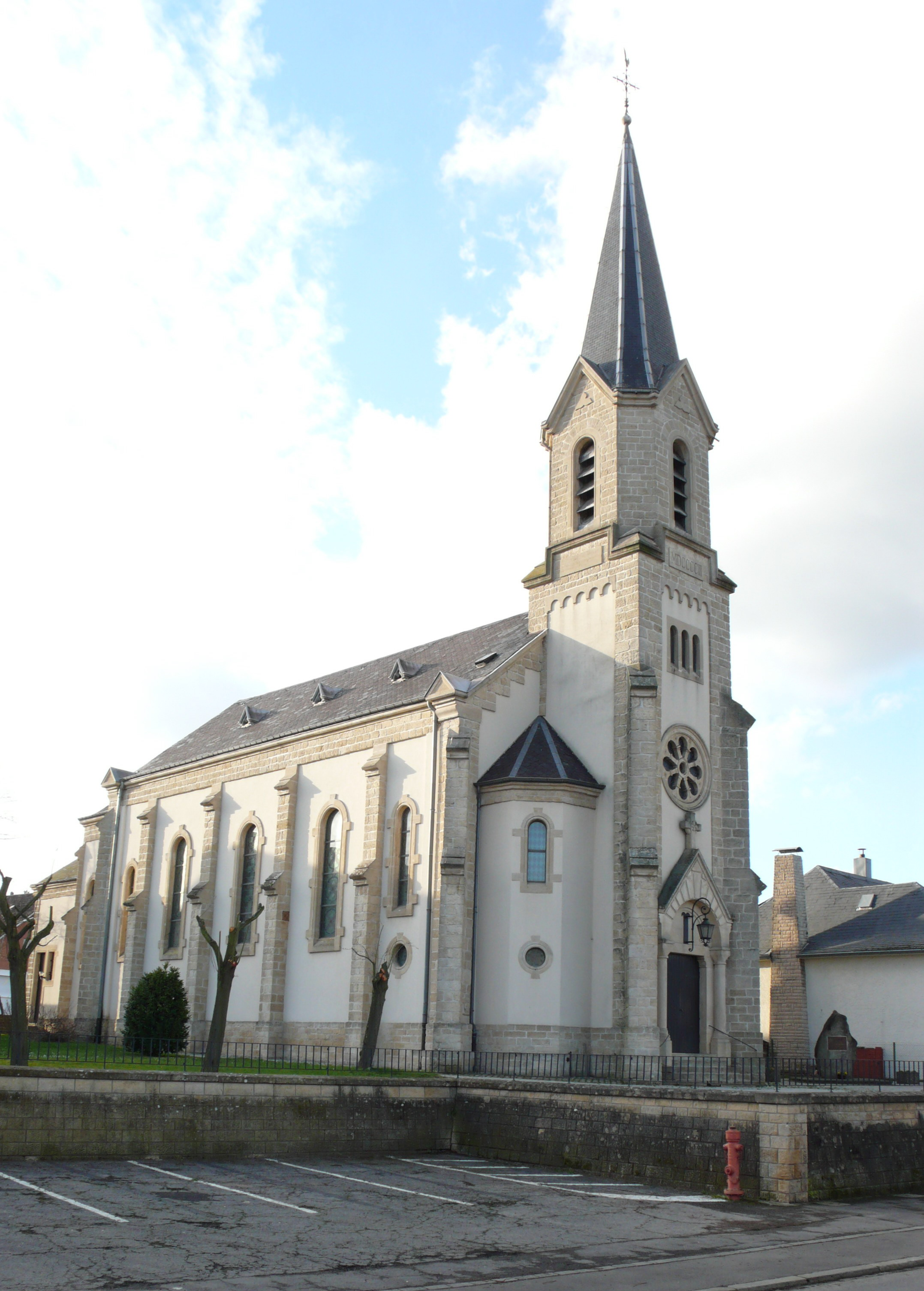
Kerk in Huncherange

## Onderscheidingen
- 1904: Ridder in de Orde van de Eikenkroon[9]
- 1911: Ridder met de kroon in de Orde van Verdienste van Adolf van Nassau

- Virtual International Authority File: 96143626